# Arszak Iklikian
Arszak Iklikian (orm. Արշակ Իկլիկյան, ur. 10 października 1948 w Leninakanie) – ormiański kompozytor.

## Życiorys
Służył w Armii Radzieckiej i został przeszkolony z zakresu inżynierii elektrycznej. Rozpoczął naukę muzyki w lokalnej szkole muzycznej im. Kara-Murzy w Leninakanie w 1972 roku i ukończył ją w 1976 roku. Studiował kompozycję w Państwowym Konserwatorium w Erywaniu w latach 1976–1981 m.in. u Grigora Jeghiazariana i Arama Chaczaturiana.  Pracował w ormiańskiej instytucji radiowo-telewizyjnej jako redaktor w latach 1982–1992. Wyemigrował do Danii z rodziną w 1992 lub 1993 roku jako uchodźca wojenny.
Należy do Związku Kompozytorów Armenii od 1987 roku oraz do Dansk Komponistforening od 1994 roku.
W Danii Kenneth Sorento nakręcił film dokumentalny pt. Yego poświęcony jego muzyce w 2003 roku. Dacapo Records w 2002 roku wydało płytę CD z jego kompozycjami pt. Arshak Ikilikian: Superpulse.

## Twórczość
Skomponował ponad 250 utworów, m.in. dwie symfonie, balet, koncert fortepianowy, trzy kwartety smyczkowe, sonaty skrzypcowe, altówkowe, wiolonczelowe i fortepianowe, pieśni, muzykę kameralną, muzykę dla dzieci. Jego styl muzyczny pozostawał pod wpływem Igora Strawinskiego i Béli Bartóka, z czasem muzyka komputerowa zaczęła odgrywać dużą rolę w jego twórczości. Jego brat popełnił samobójstwo, co wpłynęło na jego życie twórcze, poświęcił jemu swój balet. Wybrane utwory:
- The Courageous Nazar[8], jednoaktowy balet (1981)[4]
- Sonata na wiolonczelę i fortepian (1985)[2]
- Kwartet smyczkowy (1986)[2]
- Koncert na fortepian i orkiestrę smyczkową (1986)[9]
- Sonata na skrzypce i fortepian (1986)[2]
- Trio fortepianowe (1994)[2]